# Bergia polyantha
Bergia polyantha är en slamkrypeväxtart som beskrevs av Otto Wilhelm Sonder. Bergia polyantha ingår i släktet Bergia och familjen slamkrypeväxter. Inga underarter finns listade i Catalogue of Life.